# Foreste montane dei Monti Altai-Saiani
Le foreste montane dei Monti Altai-Saiani sono una ecoregione globale che fa parte della lista Global 200 delle ecoregioni prioritarie per la conservazione definita dal WWF.. Appartiene al bioma delle Foreste temperate di conifere della regione paleartica. Interessa l'area dell'Asia centrale. Lo stato di conservazione è considerato vulnerabile.

## Territorio
La regione si estende in un'area molto vasta di circa 2.000 km in direzione est-ovest e 1.500 km in direzione nord-sud. Comprende le catene montuosi degli Altai e dei Saiani e la depressione dei Grandi Laghi nella Mongolia occidentale. Nell'area nascono alcuni fra i più importanti fiumi dell'Asia: lo Yenisei, l'Ob, e l'Irtysh. La cima più alta della regione è il Monte Belukha (4.506 m slm), sui monti Altai, al confine fra Russia e Kakakistan.
Nella regione si trovano due importanti siti definiti patrimonio dell'umanità dell'UNESCO:
- le Montagne d'Oro dell'Altaj che comprendono le riserve naturali dell'Altai e di Katun, la zona intorno al lago Teleckoe, il monte Belukha e le sue aree circostanti, e l'altopiano di Ukok.[2]
- il Bacino di Uvs Nuur che comprende il lago di Uvs Nuur e una decina di laghi di acqua salata più piccoli sparsi in un ampio bacino endoreico al confine fra Mongolia e Russia.[3]

### Stati
L'ecoregione interessa 4 paesi:
- Russia (62% del territorio);
- Mongolia (29% del territorio);
- Kazakistan (5% del territorio);
- Cina (4% del territorio);

### Ecoregioni
L'ecoregione è composta da 6 ecoregioni terrestri:
- PA1016 - Prati alpini e tundra dei Saiani
- PA1316 - Steppa desertica del bacino dei Grandi laghi
- PA0502 - Foreste e steppe montane degli Altai
- PA0519 - Foreste di conifere montane dei Saiani
- PA0815 - Steppa intermontana dei Saiani
- PA1001 - Prati alpini e tundra dell'Altai

## Popolazione
Questa regione è considerata una delle culle della nostra civiltà. In essa vivono circa 6 milioni di persone (esclusa la parte cinese) di cui circa l'83% russi, il 6% mongoli e l'11% kazaki. Più di 20 gruppi etnici indigeni abitano nella parte russa della regione e circa 16 in quella della Mongolia. La maggior parte delle popolazioni mongole sono pastori la cui attività economica si basa sull'allevamento di bestiame mentre la popolazione russa è principalmente impegnata nell'agricoltura, allevamento di bestiame, estrazione di minerali e industria del legno.

## Conservazione

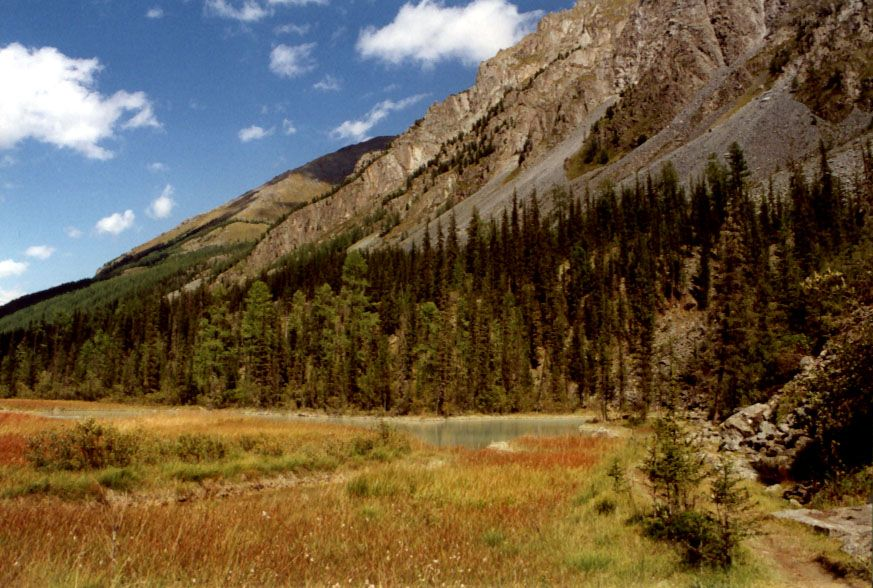
La valle del Kučerla

Le principali minacce che gravano sulla regione sono dovute a: sviluppo delle infrastrutture, commercio illegale di animali, eccessivo sfruttamento delle foreste, eccesso di pascolo, legislazione forestale indaguata alle esigenze di protezione degli habitat.